# Vieska (okres Dunajská Streda)
Vieska (Hongaars: Dunakisfalud) is een Slowaakse gemeente in de regio Trnava, en maakt deel uit van het district Dunajská Streda.
Vieska telt 431 inwoners.